# Megafon
En megafon, er et transportabelt, ofte håndholdt, tragtformet apparat til at forstærke eller rette en persons stemme mod et særskilt mål. Stemmen fra et menneske spredes vanligvis jævnt ud til alle sider, men gennem en megafon bliver lyden koncentreret mod et mindre område. Samtidig vedfører en megafon at personer som står ud mod siden for den som bruger megafonen hører ham dårligere.
Megafon bliver for eksempel ofte brugt på idrætsarrangement, filmindspilninger, demonstrationer eller for at styre større folkemængder.
Fordelen med megafonen er at brugeren ikke behøver mikrofon og højttaler for at forstærke lyden, samtidig som at en megafonen er let at bære med sig.
I dag findes der også batteridrevne megafoner med mikrofon, forstærker og højttaler indbygget, men de oprindelige megafoner havde ikke dette.